# Остервейтверд
Остервейтверд (нід. Oosterwijtwerd) — село в нідерландській провінції Гронінген. Входить до складу муніципалітету Емсделта. Його населення станом на 2021 рік складало 150 осіб.